# Detroit 9000
Detroit 9000 är en amerikansk kultfilm från 1973, regisserad av Arthur Marks och skriven av Orville H. Hampton. Filmen som ursprungligen marknadsfördes som en blaxploitationfilm fick en andra vår i oktober 1998 när den genom Quentin Tarantinos kortlivade filmdistributionsbolag Rolling Thunders Production visades på ett begränsat antal biografer. Därpå släppte Miramax filmen på video i april 1999. Tarantino använde även en replik ur Detroit 9000 till soundtracket för sin film Jackie Brown från 1997.